# Hermarchus trigonus
Hermarchus trigonus är en insektsart som först beskrevs av Carl Peter Thunberg 1815.  Hermarchus trigonus ingår i släktet Hermarchus och familjen Phasmatidae. Inga underarter finns listade i Catalogue of Life.